# Prirezana kvadratna antiprizma
| Prirezana kvadratna antiprizma | Prirezana kvadratna antiprizma |
| ------------------------------ | ------------------------------ |
|                                |                                |
| Vrsta                          | Johnsonovo telo J84-J85-J86    |
| Stranske ploskve               | 8+16 trikotnikov 2 kvadrata    |
| Oglišča                        | 16                             |
| Robovi                         | 40                             |
| Konfiguracija oglišča          | 8(35) 3(34.4)                  |
| Grupa simetrije                | C4d                            |
| Dualni polieder                | -                              |
| Lastnosti                      | konveksna                      |
| mreža telesa                   |                                |

Prirezana kvadratna antiprizma je eno izmed Johnsonovih teles (J85). Je osnovno Johnsonovo telo, ki ga ni mogoče narediti s postopkom "odreži in prilepi" (cut and paste) katerega izmed arhimedskih ali platonskih teles, je soroden z ikozaedrom, ki ima štirikratno simetrijo namesto namesto samo trikratno.
V letu 1966 je Norman Johnson (rojen 1930) imenoval in opisal 92 teles, ki jih sedaj imenujemo Johnsonova telesa.
Lahko si jo tudi zamislimo kot kvadratno antiprizmo, ki ima verigo trikotnikov vdelanih okoli sredine. Podoben pojav dobimo tudi s tristrano antiprizmo, ki je oktaeder in kot rezultat daje ikozaeder.